# 东方新糠虾
东方新糠虾（学名：Neomysis orientalis），为糠虾科新糠虾属的一种动物。东方新糠虾营养价值很高，是多种水产经济动物（如大黄鱼、石斑鱼、大菱鲆、牙鲆、东方鲀、真鲷、海马、河蟹大眼幼体、曼氏无针乌贼等）的优质活饵料。
其种加词“orientalis”意为“东方的”。